# 28 март
28 март е 87-ият ден в годината според григорианския календар (88-и през високосна година). Остават 278 дни до края на годината.

## Събития
- 37 г. – Сенатът на Римската империя удостоява император Калигула с титлата Принцепс.
- 193 г. – Римският император Пертинакс е убит от Преторианската гвардия, която после продава властта му на търг на Дидий Юлиан.
- 845 г. – Париж е опустошен при нападение на викинги, предвождани вероятно от Рагнар Лодброк, който събира голям налог, за да напусне града.
- 1776 г. – В Москва е създаден Болшой театър.
- 1802 г. – Астрономът Хайнрих Вилхелм Олберс открива 2 Палада – втория известен астероид след 1 Церера.
- 1844 г. – В Испания е създадена жандармерията – военизирана полиция за борба с повсеместния бандитизъм в страната.
- 1854 г. – Кримска война: Франция обявява война на Русия.
- 1857 г. – В Петербург е открита първата девическа гимназия в Русия.
- 1859 г. – В Цариград започва да излиза в. „България“ под редакцията на Драган Цанков.
- 1871 г. – Учредена е Парижката комуна.
- 1885 г. – В САЩ официално е създадена Армията на спасението.
- 1891 г. – В Лондон се провежда първото световно първенство по вдигане на тежести.
- 1910 г. – Първият хидроплан, конструиран от французина Анри Фабр, излита край Марсилия.
- 1920 г. – При опустошително торнадо по време на празника Палмова неделя в района на Големите езера (САЩ) загиват над 380 души, други 1700 са ранени.
- 1921 г. – Китайският параход Хонг Конг потъва след сблъсък в подводна скала, загиват 1094 души.
- 1930 г. – Турция променя името на Константинопол на Истанбул, а на Онгора – на Анкара.
- 1939 г. – Гражданска война в Испания: Войната завършва с превземането на Мадрид от генералисимус Франсиско Франко.
- 1940 г. – В Солун започва изграждането на сградата на Международния мострен панаир.
- 1940 г. – В САЩ е открит нов изотоп на урана – плутоний 239.
- 1973 г. – Марлон Брандо изпраща актрисата индианка Сачийн Малкото перо да приеме неговата награда „Оскар“, за да може тя да протестира срещу дискриминацията на коренното население в САЩ.
- 1973 г. – Възродителен процес: 500 служители на МВР влизат в село Корница (Благоевградска област) за насилствена смяна на мюсюлманските имена, при оказаната съпротива са убити трима селяни.
- 1974 г. – Николае Чаушеску е избран за президент на Румъния.
- 1979 г. – След 30-дневна експлоатация вторият реактор на АЕЦ, разположена на остров Три Майл (САЩ), аварира, което е най-голямата ядрена авария в страната и става причина за закриване на 53 от 129 АЕЦ-a.
- 1983 г. – Среща в София на учени от балканските страни на тема „Балканите – безядрена зона“.
- 1994 г. – В България започват протести на частните издатели и радиоразпространители против Закона за добавена стойност – до 31 март същата година големите всекидневници не излизат.
- 1994 г. – При улични боеве в Йоханесбург (ЮАР) между привърженици на Зулу и на Африкански национален конгрес загиват 18 души, а стотици са ранени.
- 2005 г. – При земетресение с епицентър край остров Суматра, с магнитуд 8,7 по Скалата на Рихтер, загиват около 2000 души в Индонезия и Сингапур.
- 2009 г. – От 20:30 до 21:30 (българско време) е проведен Часът на земята.

## Родени
- 1472 г. – Фра Бартоломео, италиански художник († 1517 г.)
- 1515 г. – Св. Тереза Авилска, испанска монахиня и писателка († 1582 г.)
- 1592 г. – Ян Амос Коменски, чешки мислител († 1670 г.)
- 1609 г. – Фредерик III, крал на Дания († 1670 г.)
- 1663 г. – Лудвиг Крафт фон Насау-Саарбрюкен, немски граф († 1713 г.)
- 1750 г. – Франсиско де Миранда, латиноамерикански революционер († 1816 г.)
- 1800 г. – Йохан Георг Ваглер, германски зоолог († 1832 г.)
- 1833 г. – Нил Попов, руски историк († 1891 г.)
- 1840 г. – Емин паша, судански изследовател († 1892 г.)
- 1862 г. – Аристид Бриан, френски политик, Нобелов лауреат през 1926 († 1932 г.)
- 1866 г. – Джими Рос, шотландски футболист († 1902 г.)
- 1868 г. – Максим Горки, руски писател († 1936 г.)
- 1871 г. – Аврам Гачев, български политик († 1941 г.)
- 1874 г. – Стефан Минчев, български литератор († 1912 г.)
- 1882 г. – Георги Скрижовски, български революционер († 1925 г.)
- 1887 г. – Димчо Дебелянов, български поет († 1916 г.)
- 1890 г. – Пол Уитман, американски музикант († 1967 г.)
- 1892 г. – Корней Хейманс, белгийски физиолог, Нобелов лауреат през 1938 г. († 1968 г.)
- 1897 г. – Сеп Хербергер, немски футболист и треньор († 1977 г.)
- 1910 г. – Ингрид, кралица на Дания († 2000 г.)
- 1914 г. – Бохумил Храбал, чешки писател († 1997 г.)
- 1915 г. – Джей Ливингстън, американски композитор († 2001 г.)
- 1921 г. – Дърк Богард, британски актьор († 1999 г.)
- 1923 г. – Владислав Молеров, български актьор († 1996 г.)
- 1925 г. – Владимир Гоев, български художник († 2013 г.)
- 1928 г. – Збигнев Бжежински, американски политолог († 2017 г.)
- 1929 г. – Вера Мутафчиева, българска писателка († 2009 г.)
- 1930 г. – Джеръм Фридман, американски физик, Нобелов лауреат
- 1936 г. – Божидар Абрашев, български политик († 2006 г.)
- 1936 г. – Марио Варгас Льоса, перуански писател, Нобелов лауреат († 2025 г.)
- 1939 г. – Продан Нончев, български актьор († 2013 г.)
- 1946 г. – Алехандро Толедо, президент на Перу
- 1948 г. – Даян Уийст, американска актриса
- 1951 г. – Панайот Панайотов, български певец
- 1952 г. – Андрей Даниел, български художник († 2020 г.)
- 1953 г. – Тома Томов, български политик
- 1955 г. – Ивайло Дичев, български писател († 2023 г.)
- 1959 г. – Ангел Грънчаров, български философ
- 1968 г. – Джон Ли, британски барабанист († 2002 г.)
- 1970 г. – Винс Вон, американски актьор
- 1973 г. – Танер Али, български политик
- 1975 г. – Иван Елгера, испански футболист
- 1981 г. – Джулия Стайлс, американска актриса
- 1985 г. – Станислас Вавринка, швейцарски тенисист
- 1986 г. – Лейди Гага, певица
- 1987 г. – Ивайло Шотев, български политик и икономист

## Починали
- 193 г. – Пертинакс, римски император (* 126 г.)
- 1285 г. – Мартин IV, римски папа (* ок. 1210)
- 1378 г. – Григорий XI, римски папа (* ок. 1336)
- 1687 г. – Константин Хьойгенс, холандски поет и композитор (* 1596 г.)
- 1712 г. – Ян ван дер Хейден, холандски художник и изобретател (* 1637 г.)
- 1794 г. – Маркиз дьо Кондорсе, френски математик, философ и политолог (* 1743 г.)
- 1811 г. – Доситей Обрадович, сръбски писател (* ок. 1740)
- 1881 г. – Модест Мусоргски, руски композитор (* 1839 г.)
- 1884 г. – Леополд, херцог на Олбани, син на кралица Виктория (р. 1853)
- 1892 г. – Константин фон Алвенслебен, немски генерал (* 1809 г.)
- 1903 г. – Тодор Саев, български военен и революционер (* 1872 г.)
- 1916 г. – Павел Плеве, руски офицер (* 1850 г.)
- 1941 г. – Вирджиния Улф, британска писателка и феминистка (* 1882 г.)
- 1943 г. – Сергей Рахманинов, руски композитор, пианист и диригент (* 1873 г.)
- 1944 г. – Цани Калянджиев, основател и първи ректор на Икономически университет - Варна (* 1866 г.)
- 1953 г. – Джим Торп, американски лекоатлет (* 1888 г.)
- 1969 г. – Дуайт Айзенхауер, 34-ти президент на САЩ (* 1890 г.)
- 1976 г. – Антон Маринович, български режисьор (* 1907 г.)
- 1982 г. – Уилям Джиок, канадски химик, носител на Нобелова награда (р. 1895)
- 1985 г. – Георги Караиванов, български поет (* 1897 г.)
- 1985 г. – Марк Шагал, френски художник от беларуски произход (* 1887 г.)
- 1994 г. – Йожен Йонеско, драматург и писател (* 1909 г.)
- 2001 г. – Въло Радев, български режисьор (* 1923 г.)
- 2004 г. – Питър Устинов, английски актьор (* 1921 г.)
- 2023 г. – Мерсия Макдермот, британска историчка (* 1927 г.)[1]

## Празници
- Българска православна църква – княз Боян Български
- Азербайджан – Ден на националната сигурност
- Либия – Тържества по повод края на британското присъствие и Ден на евакуацията
- Сърбия – Ден на Конституцията
- Тибет – Ден на Освобождението на робите
- Чехия и Словакия – Ден на учителя
- ЮАР – Ден на семейството

## Католически светци и блажени на деня
- Св. Присции – епископ на Капуа
- Св. Гунтрамн (561 – 592) владетел на Бургундия от рода на Меровингите, канонизиран непосредствено след смъртта си от католическата църква. счита се, че Св. Гунтрамн пкрвителства разведените, спомага за разрешаването на конфликтите в семейството и сближава рода при конфликти.